# Море Линкольна
Мо́ре Ли́нкольна — окраинное море Северного Ледовитого океана у северных берегов островов Элсмир и Гренландия. Ограничено мысом Колумбия (Канада) на западе, и мысом Морис-Джесуп (Гренландия) на востоке.
Соединено с морем Баффина проливом Нэрса, который, в свою очередь, представляет собой, систему проливов Робсона, Кеннеди и Смита, а также бассейнов Холла и Кейна.
Море было открыто в 1871 году во время первой американской экспедиции к Северному полюсу под руководством полярного исследователя Чарльза Френсиса Холла и названо в честь Авраама Линкольна — 16-го президента США. По другой версии, море было названо в честь Роберта Тодда Линкольна, тогдашнего военного министра США, во время арктической экспедиции Адольфуса У. Грили 1881–1884 годов в залив Леди-Франклин.

## Гидрография
Берега моря скалистые, сильно расчленённые фьордами, в которые спускаются ледники. Площадь моря Линкольна составляет 38 тысяч км², объём — 11 тысяч км³, средняя глубина 289 м, наибольшая — 592 м. Течения главным образом направлены на восток. Море закрытое, приливы полусуточные, величина хода воды около 0,8 м, в некоторых бухтах до 1,5-2 м. Зимой море покрыто сплочёнными льдами, толщина которых к концу зимы может достигать в южной части 1,2-2,2 м, в северной ещё больше. Летом море взламывается мало, число участков чистой воды невелико.